# Butalbital
Butalbital, acido 5-allil-5-isobutilbarbiturico, è un farmaco barbiturico con una durata intermedia di azione. Esso ha la stessa formula chimica del talbutal ma una differente struttura.
Il butalbital è indicato nel trattamento del dolore e della cefalea. È da usare con molta cautela dato che espone al rischio di creare dipendenza fisica e psichica (come tutti i barbiturici).
Spesso viene formulato in combinazione sinergica con altri principi attivi. In Italia l'unico medicinale contenente butalbital è l'Optalidon. Negli Stati Uniti e in alcuni altri paesi del mondo è commercializzato come:
- butalbital e paracetamolo (acetaminofene) (nomi commerciali: Axocet, Bucet, Bupap, Cephadyn, Dolgic, Phrenilin, Phrenilin Forte, Sedapap)
- butalbital, paracetamolo (acetaminofene) e caffeina (nomi commerciali: Fioricet, Esgic, Esgic-Plus)
- butalbital, propifenazone e caffeina (nomi commerciali: Optalidon)
- butalbital e acido acetilsalicilico (nomi commerciali: Axotal)
- butalbital, acido acetilsalicilico e caffeina (nome commerciali Fiorinal, Fiormor, Fiortal, Fortabs, Laniroif)
- butalbital, paracetamolo (acetaminofene), caffeina e codeina (Fioricet#3 con Codeina)
- butalbital, acido acetilsalicilico, caffeina e codeina (nomi commerciali: Fiorinal#3 con Codeina)

## Effetti collaterali

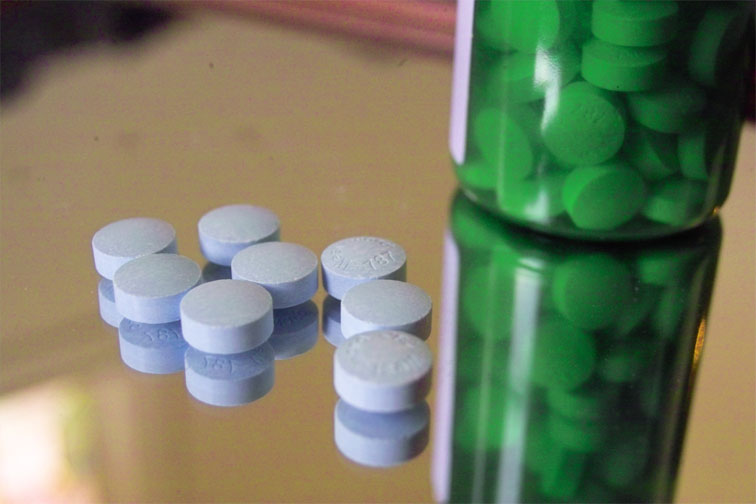
Fioricet (50/40/325)

Gli effetti collaterali più comuni includono:
| - vertigini - sonnolenza - sensazione di intossicazione - svenimento - nausea - sedazione - euforia - dipendenza - alterata capacità di giudizio - diarrea |

## Pericoli e rischi
Butalbital, che è un barbiturico, non è consigliato come trattamento di prima istanza per i mal di testa perché compromette l'attenzione, ha rischi medio/alti di creare dipendenza fisica e psichica e aumenta il rischio che episodi saltuari di mal di testa si trasformino in cronici.
Esistono altri trattamenti specifici per problemi di emicrania e mal di testa che sono preferibili al butalbital quando utilizzabili come opzione di trattamento. È da considerarsi come ultima risorsa a cui ricorrere se tutti gli altri trattamenti falliscono.
Butalbital non dovrebbe essere assunto in concomitanza con bevande alcoliche poiché aumenta il rischio di intossicazione, aumento della depressione respiratoria, e incrementata tossicità per il fegato 
Ci sono altri potenziali rischi; questa lista non deve essere considerata esaustiva.